# Río Turuján
El río Turuján (también transcrito como Turuhan o Turukhan) (en ruso: Турухан) es un río asiático del norte de Siberia, un afluente del curso inferior del río Yeniséi. Su longitud total es 639 km y su cuenca drena una superficie de 35 800 km² (similar a Taiwán).
Administrativamente, el río discurre por el krai de Krasnoyarsk de la Federación de Rusia.

## Geografía
El río Turuján nace en unas modestas colinas del extremo norte de la llanura de Siberia Occidental, al norte del círculo polar ártico. El río discurre en dirección Sureste por una zona predominantemente llana y pantanosa. Desemboca en el río Yeniséi por la izquierda, a pocos kilómetros de la ciudad de Turujansk, que le da su nombre, y muy pocos kilómetros aguas abajo después de haber recibido por la derecha al río Tunguska Inferior.
Los principales afluentes del río Turuján son, por la derecha, los ríos Usómchik, Bolshaya Blúdnaya, Vérjniaya Baijá (Alto Baijá) y Nízhniaya Baijá (Bajo Baijá); y por la izquierda, el río Makovskaya.
El río corre a través de una zona muy remota, de modo que en su viaje no encuentra ningún centro urbano y solamente hay algunos pequeños asentamientos.
Al igual que todos los ríos siberianos, sufre largos períodos de heladas (siete meses al año, desde octubre a finales de mayo o principios de junio) y amplias extensiones de suelo permanecen permanentemente congeladas en profundidad (permafrost). Al llegar la época del deshielo, como se deshielan primero las zonas más al sur, inunda amplias zonas próximas a las riberas.
El río es navegable durante casi 270 km río arriba desde la boca.